# Implantologia
Implantologia – nauka o wprowadzaniu implantów do żywego organizmu, ich interakcjach, budowie, właściwościach i warunkach niezbędnych do „przyjęcia się” wszczepu oraz przyczynach ich ewentualnego odrzucenia.
Implantoprotetyka stomatologiczna – odbudowa uzębienia na implantach, pozwala na osiągnięcie trwałego efektu estetycznego i na poprawę zaburzonej, poprzez utratę zębów, mechaniki narządu żucia. Do tej pory nie udało się jednak stworzyć implantu będącego w stanie idealnie odtworzyć funkcjonalność własnych zębów.
Zabieg ten jest wykonywany w znieczuleniu miejscowym, kilkuetapowo. Może obejmować całość jamy ustnej, bądź pojedynczy ubytek. Podstawowym materiałem, z którego wykonywane są implanty stomatologiczne jest tytan (ze względu na swoją biokompatybilność – nie jest rozpoznawany przez organizm jako ciało obce). Atrakcyjna jest relacja ceny leczenia do uzyskanych korzyści i alternatywnych możliwości.

## Reimplantacja
Implantologia dotyczy też wszczepienia utraconego zęba bez konieczności stosowania sztucznie zbudowanego implantu. Zabieg ten nazywany jest reimplantacja i jest możliwy w wypadku dobrze zachowanego zęba. Jeśli zabieg odbywa się w bardzo krótkim czasie od momentu jego utraty istnieje wysokie prawdopodobieństwo jego przyjęcia. W badaniu klinicznym dotyczącym 400 reimplantowanych zębów ponad połowa z nich utrzymała się w jamie ustnej przez ponad 15 lat.

## Osteointegracja
Implantologia jest możliwa dzięki zjawisku osteointegracji. Jest to połączenie się układu kostnego szczęki z implantem (ciałem obcym) na makro i mikro poziomie. Zjawisko to zostało odkryte przez szwedzkiego naukowca Per-Ingvar Brånemark podczas badań nad królikami i leczeniem złamań. Podczas wszczepienia tytanowych złączeń w miejscu złamania, część zintegrowana okazała się silniejsza niż sama kość. Proces osteointegracji nazywany jest stabilnością wtórną. Umożliwia on zamocowanie łącznika na stabilnym implancie, na którym następnie jest zakładana korona. Poprawnie zakończona osteointegracja gwarantuje, że ok. 60–70% implantu jest połączone z kością. Integracja wynika z makrostruktury implantu oraz mikrostruktury implantu. Jako makrostrukturę rozumiemy rozmiar i kształt implantu. W przypadku mikrostruktury mówimy o mikroskopijnych właściwościach powierzchni jakie wynikają z materiału z jakiego jest wykonany.